# Hôtel Berlin
Pour plus de détails, voir Fiche technique et Distribution.
Hôtel Berlin (Hotel Berlin) est un film américain réalisé par Peter Godfrey, sorti en 1945.

## Synopsis
Dans un hôtel de Berlin, plusieurs personnages dont des nazis, des officiers de l'armée allemandes, des espions et des allemands ordinaires se croissent...

## Fiche technique
- Titre original : Hotel Berlin
- Titre français : Hôtel Berlin
- Réalisation : Peter Godfrey
- Scénario : Jo Pagano et Alvah Bessie d'après le roman de Vicki Baum
- Photographie : Carl E. Guthrie
- Montage : Frederick Richards (en)
- Musique : Franz Waxman
- Société de production : Warner Bros.
- Pays d'origine : États-Unis
- Format : Noir et blanc - 1,37:1
- Genre : drame
- Date de sortie : 1945

## Distribution
- Faye Emerson : Tillie Weiler
- Helmut Dantine : Martin Richter
- Raymond Massey : Arnim von Dahnwitz
- Andrea King : Lisa Dorn
- Peter Lorre : Johannes Koenig
- Alan Hale : Herman Plottke
- George Coulouris : Commissaire Joachim Helm
- Henry Daniell : Baron Von Stetten
- Peter Whitney : Heinrichs
- Helene Thimig : Sarah Baruch
- Steven Geray : Kleibert
- Kurt Kreuger : Major Otto Kauders